# Rotanev
Rotanev (Beta Delphini, β Delphini, β Del) je dvojhvězda a nejjasnější hvězda v souhvězdí Delfína. Její jméno vzniklo z příjmení Venator astronoma Nicolause Venatora psaného odzadu.
Složky soustavy jsou označovány jako Beta Delphini A (oficiální název Rotanev) a Beta Delphini B.
Zdánlivá jasnost této hvězdy je 3,62m a její vzdálenost od Země činí 101 světelných let.
Systém se skládá z dvojice hvězd typu F, které kolem sebe obíhají s periodou 26,66 roku a excentricitou 0,36. Rovina oběžné dráhy je skloněna pod úhlem 61° ve směru pohledu ze Země. Větší člen dvojice je obří hvězda s 1,75násobkem hmotnosti a 24násobkem svítivosti Slunce, zatímco sekundární složkou je podobr, který má 1,47násobek hmotnosti Slunce a přibližně 8násobek svítivosti Slunce. Stáří systému je přibližně 1,8 miliardy let.